# SourceForts
SourceForts verkörpert einen neuartigen Typ von Modifikationen von Half-Life-2-Spielen. Die Mod basiert auf Half-Life 2 Deathmatch und wurde durch Spielmechanismen von Die Siedler und Team Fortress bereichert, was die Mod einzigartig macht. Das Spielprinzip ist Capture the Flag. Nach dem Release von 1.9.3 entschied man sich aufgrund der Fülle von Bugs den Patch 1.9.4 zu entwickeln. Anschließend hofft man sich endlich voll und ganz auf SourceForts 2 konzentrieren zu können.

## Spielprinzip
Es kämpft Team Rot gegen Team Blau. Eine Partie SourceForts enthält zwei Phasen, die Bauphase (Buildphase) und die Kampfphase (Combatphase). Zu Beginn jeder Runde gibt es eine Bauphase. Danach folgt anschließend die Kampfphase. Im Folgenden gibt es erneut Bauphasen, jedoch sind diese im Vergleich zur ersten etwas kürzer. Kampf- und Bauphase wechseln sich stets ab, bis ein Team die nötige vorher festgelegte Punktzahl (meistens 1000) erreicht hat, um das Spiel für sich zu entscheiden. Falls vorher eine Spielzeit oder Rundenzahl festgelegt wurde, gewinnt nach Ablauf der Runden/Zeit das Team mit den meisten Punkten. Ein Unentschieden ist auch möglich.

### Karten
sf_*Maps (Spielflächen) sind meistens symmetrisch aufgebaut. Jedes Team hat einen Spawnpunkt und einen Flaggenbereich, in denen nicht gebaut werden darf. Spawnpunkte sind meist durch Türen und Kraftfeldern geschützt, welche Gegner am Eindringen hindern. In der Nähe oder in den Spawnpunkte befinden sich Recharger, an denen man Gesundheit, Panzerung und Munition wieder aufladen kann. Automaten und Lager, wo man Bauteile herbekommt, findet man hier ebenfalls vor. Falls Automaten vorhanden sind, findet man auch ein Kraftfeld, wo man Teile verschrotten kann, um neue zu bekommen.
sfbr_*Hierbei handelt es sich um Angreifer/Verteidigermaps. Team Blau verteidigt einen Capturepoint, während Team Rot diesen angreift um die blaue Flagge zu diesem Punkt zu bringen. Der Capturepoint befindet sich in der Nähe des blauen Spawns, während die blaue Flagge sich in der Nähe des roten Spawns befindet. In der Bauphase muss Team Blau den Capturepoint zumauern. Team Rot hat keine Aufgabe in der Bauphase. Darum befinden sich in der Bauphase Spiele im roten Bereich, mit denen sich Team Rot die Zeit vertreiben kann. In der Kampfphase versucht Team Rot die Flagge zum Capturepoint zu bringen, was von Team Blau verhindert werden muss.

### Bauphase
In der Bauphase wird in Siedlermanier versucht seine Festung, sein Fort, auszubauen und es gegen den Ansturm der Gegner in der Kampfphase vorzubereiten. Diese Phase ist für den weiteren Verlauf des Spiels sehr wichtig, da die Spieler dem Gegner ansonsten schutzlos gegenüberstehen. Hier wird der Grundstein für die Niederlage bzw. den Sieg gelegt. Gebaut wird mit roten bzw. blauen Platten oder Kisten in den unterschiedlichsten Ausführungen. Diese Bauteile liegen (von der Map abhängig) entweder in vorgegebener Anzahl in einem Lager, oder Lassen sich an Automaten herstellen, wobei hier eine Höchstzahl von Bauteilen pro Team vom Server vorgegeben ist. Ziel ist es, die Flagge gut vor dem Gegner mithilfe von Barrieren zu schützen, wobei es für den Gegner möglich sein muss bis zur Flagge zu kommen. Ohne Eingang in das Fort ist auch nicht möglich die gegnerische Flagge in das Fort zu bringen. Dies geschieht meist durch bauen von schmalen Tunneln in das Fort hinein, durch die der Gegner kriechen muss. Ein weiteres Primärziel ist es, die vorderste Front für die Mitspieler sicherer zu machen und die Gegenspieler am Eindringen in das Fort zu hindern. Meist werden auch Türme gebaut, die u. a. der Sniperklasse helfen sollen, einfacher möglichst viele Gegner auszuschalten.

### Kampfphase
In der Kampfphase kann nicht mehr gebaut werden. Lediglich der Engineer kann das Fort noch reparieren und Teile vom Gegner stehlen. Alle anderen konzentrieren sich darauf, die gegnerische Festung einzunehmen und die Flagge zu stehlen. Nur selten wird dazu der vom Gegner gebaute Eingang verwendet. Entweder versuchen die Engineers Bauteile der Mauer zu stehlen oder es wird versucht, Teile der Mauer durch Raketen und Granaten zu zerstören. Wenn die Flagge gestohlen wird, gibt es für das Team 1 Punkt. Wenn es das Team schafft, die gegnerische Flagge ins eigene Fort zu bringen, gibt es dafür 100 Punkte und 20 Teampunkte für denjenigen, der Flagge ins Fort gebracht hat. Auch für das Töten generischer Spieler (Frags) gibt es Punkte, doch ungleich weniger. In dieser Phase werden die Stärken und Schwächen des gebauten Forts klar und wirken sich teils drastisch aus, sofern der Gegner die Schwäche im System erkannt hat.

## Klassen
Durch den Patch 1.9 wurde das Kaufsystem abgeschafft und ein Klassensystem eingefügt. Insgesamt gibt es 5 Klassen: Scout, Sniper, Soldier, Rocketeer und Engineer. Sie weisen große parallelen mit den Klassen von Team Fortress auf. Alle haben ihre Stärke, Schwächen und ihr spezielles Einsatzgebiet.

## Rezeption
In einer Wahl der ModDB im Jahr 2006 gewann SourceForts die Kategorie „Beste Action-Modifikation“. Insgesamt wurde SF von 4.000 Mods auf den 16. Platz gewählt. Über 80.000 User stimmten dazu ab.

## Nachfolger
SourceForts 2 wurde am 9. Februar 2007 angekündigt. Durch diese Version spaltet sich SourceForts komplett von Half-Life 2 Deathmatch, bis auf die Engine, ab. Komplett neue Models, Waffen, Texturen und Sounds wurden extra für die neue Version kreiert. Es werden insgesamt sieben Klassen während des Spiels auswählbar sein. Die Bauphase und Automaten/lager sollen komplett wegfallen. Stattdessen soll man in der Kampfphase Bauteile vor Ort spawnen und mit ihnen arbeiten können.